# Henry B. Payne

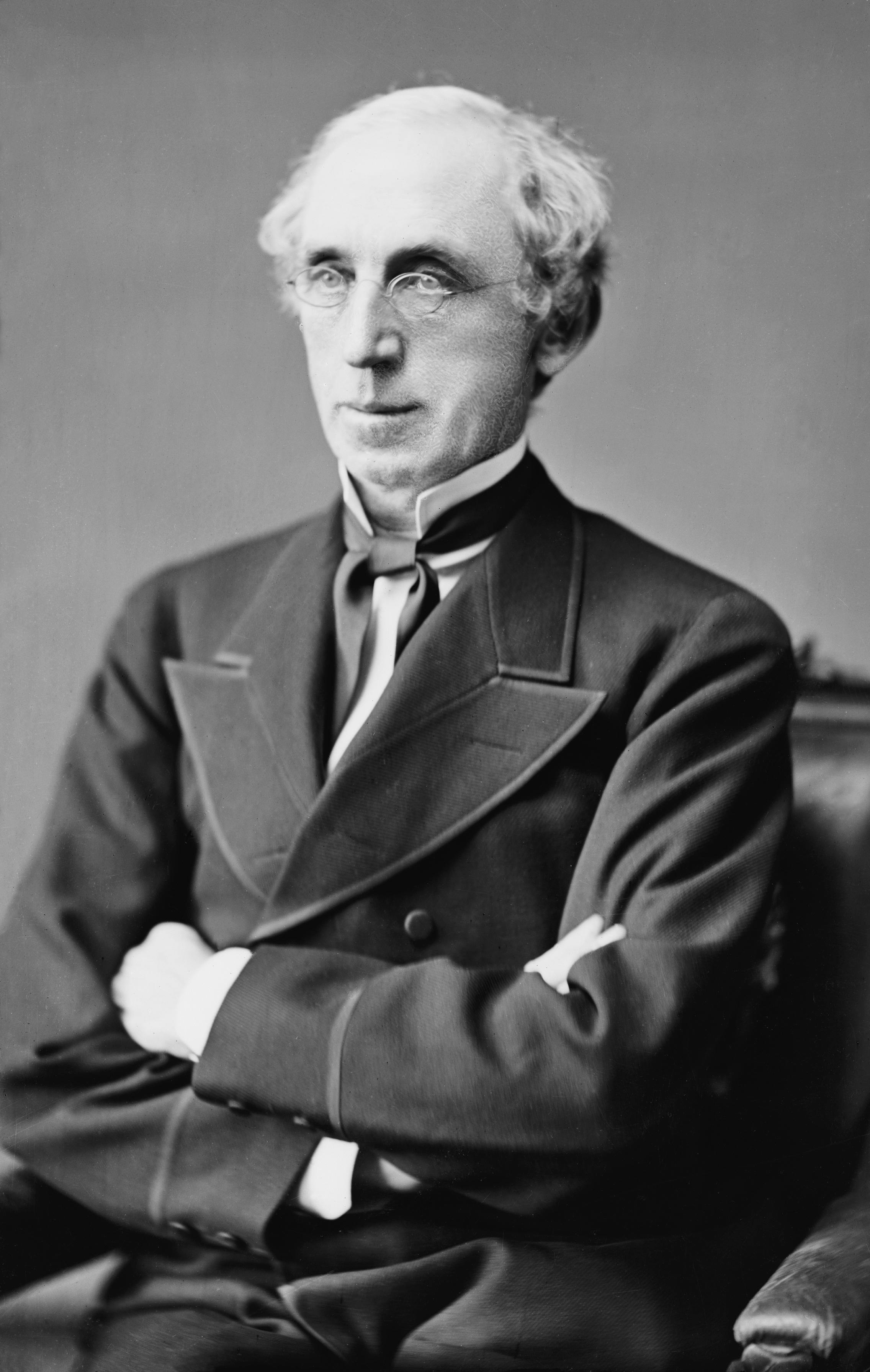
Henry B. Payne

Henry B. Payne (* 30. November 1810 in Hamilton, Madison County, New York; † 9. September 1896 in Cleveland, Ohio) war ein US-amerikanischer Politiker (Demokratische Partei), der den Bundesstaat Ohio in beiden Kammern des Kongresses vertrat.
Henry B. Payne besuchte das Hamilton College in Clinton, wo er 1832 graduierte. Nach erfolgreichem Jura-Studium und der Aufnahme in die Anwaltskammer zog er 1834 nach Cleveland, um dort als Anwalt zu arbeiten.
Als Mitglied der Demokratischen Partei gehörte er 1848 dem Electoral College an, das allerdings nicht den Demokraten Lewis Cass, sondern den Whig-Kandidaten Zachary Taylor zum US-Präsidenten wählte. Im Jahr darauf zog Payne in den Senat von Ohio ein, wo er bis 1851 verblieb. Die Wahl in den US-Senat blieb ihm in diesem Jahr verwehrt; auch die Kandidatur als Gouverneur von Ohio verlief 1857 gegen Salmon P. Chase erfolglos.
Erst Jahre später bewarb sich Henry Payne wieder um ein öffentliches Amt. 1874 wurde er ins US-Repräsentantenhaus gewählt, wo er den 20. Distrikt von Ohio von 1875 bis 1877 vertrat. Während dieser Zeit war er auch Mitglied der Kommission, die über den Ausgang der Präsidentschaftswahl 1876 zwischen dem Demokraten Samuel J. Tilden und dem letztlich siegreichen Republikaner Rutherford B. Hayes zu entscheiden hatte.
1880 gehörte Payne selbst zum Kreis der Anwärter auf das Präsidentenamt. Bei der Democratic National Convention in Cincinnati fiel das Votum der Parteimitglieder jedoch auf Winfield Scott Hancock; Payne belegte Platz vier. Bei der Wahl im Jahr 1884 trat Payne erneut an, war aber diesmal völlig ohne Chance. Dafür gewann er im selben Jahr das Rennen um einen Sitz im US-Senat. Er verblieb von 1885 bis 1891 in Washington und bewarb sich nicht um eine zweite Amtsperiode.
Henry Paynes Enkelin Frances P. Bolton wurde ebenfalls Abgeordnete im US-Repräsentantenhaus, ebenso sein Urenkel Oliver P. Bolton; beide gehörten allerdings der Republikanischen Partei an.